# Torpédo
Ne doit pas être confondu avec Torpedo.
Pour les articles homonymes, voir Torpedo (homonymie).

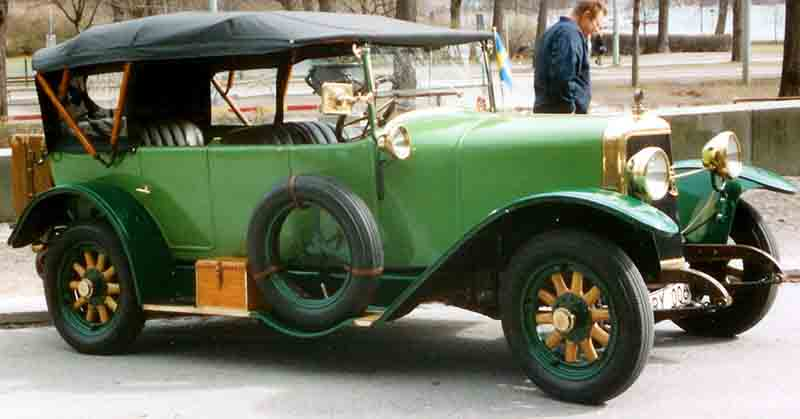
Automobile Panhard à carrosserie de type torpédo.

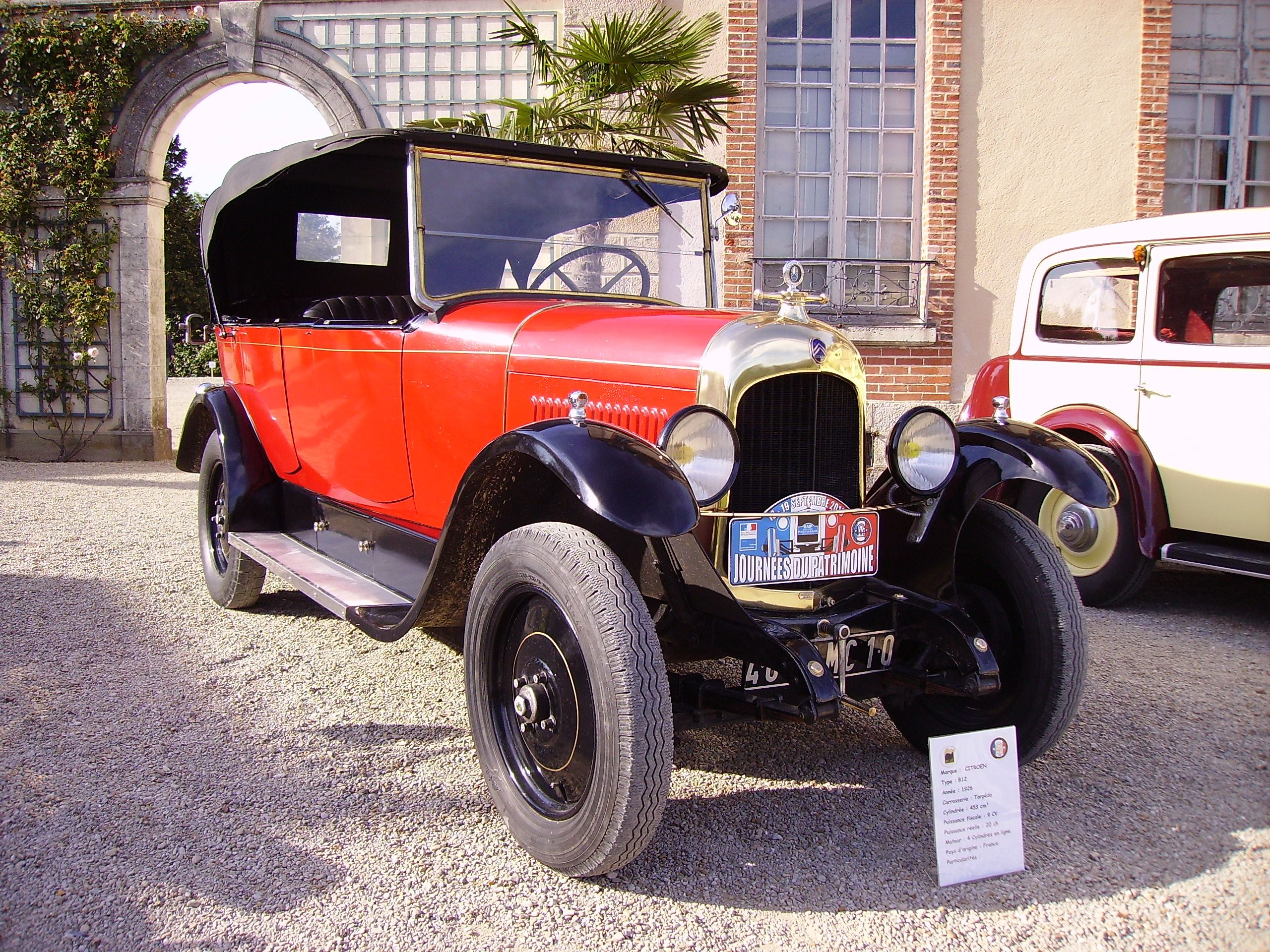
Citroën B12 (1926).

Une torpédo est une automobile décapotable. Il s'agit d'un double phaéton avec des portières avant et un pare-brise apparu vers 1910.
Historiquement, la torpédo est généralement la version la moins chère d'une gamme car son toit est simplement constitué d'une longue toile recouvrant une armature. Il y a donc moins de carrosserie que pour une conduite intérieure et pas de vitrage latéral.